# Шаспо (пушка)
Шаспо М. 1867 (енгл. Fusil modèle 1866 Chassepot), француска спорометна пушка острагуша из 19. века.

## Еволуција
Прве острагуше биле су једнометне (без магацина): пуниле су се из фишеклије или додавањем, метак по метак, и постизале су брзину гађања од 2-3 метка у минуту. За разлику од спредњача, могле су се употребљавати и из лежећег клечећег става, па се стрелац могао боље користити земљиштем. Метак се опаљивао ударом игле затварача у капислу - пушке иглењаче. Такве су биле пруска Драјзе М. 1841 (калибра 15,43 mm), америчка Ланкастер М. 1854, француска Шаспо М. 1867, италијанска Каркано М. 1867, руска Карле М. 1856/68.

## Карактеристике
Пушка Шаспо била је једна од првих острагуша са ударном иглом, која се пунила сједињеним метком у папирној чахури. Затварач пушке био је уздужно ваљкаст и имао је дугу иглу која је пробијала картонску чахуру и барутно пуњење, и ударала у капислу на постољу зрна. Француски пушкар Антоан Шаспо (фр. Antoine Chassepot) конструисао је 1866. иглењачу сличну немачкој пушци Драјзе из 1838: острагуша са цилиндричним клизећим затварачем, који се ручицом покретао у сандуку у правцу осе цеви (напред и назад) и као чеп затварао цев (чепни затварач). Брављење (чврсто спајање са сандуком) вршило се окретањем тела затварача удесно за четвртину круга. Делови за опаљивање (игла и опруга) били су у телу затварача. Опруга ударне игле аутоматски се запињала при затварању затварача. За разлику од система Драјзе, пушка Шаспо имала је краћу иглу, пошто је каписла била на дну чахуре, и гумени чеп на предњој страни затварача, што је смањивало губитак барутних гасова и кинетичке енергије и знатно повећало домет пушке. Цев је имала 4 жлеба, а избацивала је зрно тежине 25 грама.

### У борби
У француско-пруском рату француска пушка Шаспо показала се знатно боље од немачке пушке Драјзе: имала је већу брзину гађања (9 према 7 зрна у минуту) и знатно већи домет (због веће почетне брзине зрна - 420 према 229 м/с). То није утицало на исход рата, пошто су Немци мали бољу команду, концентрацију трупа и артиљерију, иако се у неким мањим окршајима ватрена моћ француске пешадије показала знатно већом од немачке.